# Aechmea perforata
Aechmea perforata är en gräsväxtart som beskrevs av Lyman Bradford Smith. Aechmea perforata ingår i släktet Aechmea och familjen Bromeliaceae. Inga underarter finns listade i Catalogue of Life.